# Scuola IMT Alti Studi Lucca
La Scuola IMT Alti Studi Lucca è un'istituzione accademica pubblica a ordinamento speciale, istituita con decreto del Ministero dell'università e della ricerca del 18 novembre 2005. L'ente ha sede a Lucca ed è organizzato come scuola di dottorato e centro di ricerca nell'ambito dell'analisi dei sistemi culturali, economici, sociali e tecnologici.

## Storia

### Prima università di Lucca
La volontà della città di Lucca di avere una propria università risale al 1369, come testimoniano i documenti che mostrano i primi tentativi di istituire centri di istruzione superiore di varia natura e portata. Nel 1369 l'imperatore Carlo IV diede dispensa ufficiale nella nuova Repubblica di Lucca di istituire un Studium generale in città. Nel 1387 la concessione è stata controfirmata e avvalorata da papa Urbano VI. Durante l'ultimo secolo della Repubblica di Lucca (1372-1805) vennero attivati corsi universitari di logica, filosofia, etica, chirurgia, anatomia, ostetricia, e diritto.
Nel 1786 venne istituita l'Università di Lucca, con corsi di diritto, filosofia, ingegneria, matematica e medicina. L'Università venne poi riformata durante il Ducato di Maria Luisa di Borbone-Spagna, che nel 1819 istituì il "Real Liceo", con facoltà di conferire titoli universitari. Il corso di studi presso il Real Liceo era incentrato su materie scientifiche, prevedeva l'insegnamento gratuito per gli studenti, borse di studio per i migliori e incentivi per la mobilità interuniversitaria. La storia del Real Liceo si interrompe il 22 ottobre 1849, in seguito all'inclusione del Ducato di Lucca nel Granducato di Toscana nel 1847, per scomparire definitivamente nel 1867.

### Scuola IMT Alti Studi
La Scuola IMT (istituzioni, mercati, tecnologie) Alti Studi, con sede a Lucca, nasce nel 2005 ad opera di tre soggetti: l'Università di Pisa, la Fondazione lucchese per l'alta formazione e la Ricerca (FLAFR) e il Consorzio interuniversitario di studi avanzati (CISA), che comprendeva la Luiss Guido Carli, la Scuola Superiore Sant'Anna e il Politecnico di Milano.

## Didattica
La Scuola IMT Alti Studi Lucca offre sei corsi di dottorato interni, un dottorato di interesse nazionale in collaborazione con diverse università italiane, due corsi di laurea magistrale e tre master. Nel corso dell’anno la Scuola organizza anche seminari, workshop, Summer e Winter School.

### Programmi di dottorato della Scuola IMT Alti Studi Lucca
- Cultural systems
- Economics, Analytics and Decision Sciences
- Cognitive, Computational and Social Neurosciences
- System Science
- Management of Digital Transformation
- Social Sciences for Sustainability and Wellbeing
- Dottorato di interesse nazionale in Cybersicurezza

### Ammissione ai programmi di dottorati
Ai programmi di dottorato si accede con concorso pubblico. A tutti gli ammessi è riconosciuta una borsa di dottorato, così come l'esenzione dal pagamento delle tasse universitarie, l'alloggio nel Campus e il servizio mensa gratuiti. I programmi di dottorato durano dai tre ai quattro anni. Agli studenti del corso di dottorato di interesse nazionale in Cybersicurezza viene concessa la sola esenzione dal pagamento delle tasse universitarie, mentre la borsa di dottorato ed eventuali altri benefici sono a discrezione delle università a cui afferiscono i diversi processi. Per i dottorandi nazionali assegnatari di un progetto presso la Scuola IMT, valgono gli stessi benefici degli altri dottorandi.

## Ricerca
L’attività di ricerca alla Scuola IMT è organizzata in Unità. Quelle attualmente attive sono sette, operanti nei settori dell’economia, tecnologia, cultura visuale e neuroscienze. La Scuola IMT ospita al suo interno anche un’Unità di ricerca dell’Istituto Nazionale di Alta Matematica - INdAM, con il quale collabora per la promozione della ricerca scientifica e dell’alta formazione nelle discipline matematiche.

## Associazione Allievi ed ex Allievi
L’associazione nasce nel 2016 con l’obiettivo di favorire le relazioni tra studenti ed ex studenti e di promuovere i valori della Scuola IMT nel mondo. Possono entrare a far parte dell’Associazione gli studenti che hanno terminato il loro percorso di studio, ma sono ammessi anche membri esterni per i loro meriti professionali e scientifici oppure in qualità di finanziatori.

## Edifici

### Complesso di San Francesco
L'edificio, originario del XIII secolo, era la sede del convento di San Francesco. Inaugurato nel 2013 dopo un'importante opera di restauro da parte della Fondazione Cassa di Risparmio di Lucca, il complesso ora ospita il Campus residenziale per gli allievi, una foresteria per gli ospiti esterni, uffici dei docenti e dei ricercatori, aule per la didattica e la mensa della Scuola IMT. Gli spazi della Chiesa di San Francesco, della Cappella Guinigi e della Sagrestia dell'ex Convento sono utilizzati per ospitare eventi, seminari e riunioni.

### Complesso di San Ponziano
È la sede legale della Scuola IMT di cui accoglie uffici amministrativi, Biblioteca, sale riunioni e un laboratorio multidisciplinare equipaggiato per lo svolgimento di esperimenti cognitivo-comportamentali. In passato è stata del sede del conservatorio Luigi Boccherini.

### Biblioteca
Allestita in quella che era la Chiesa del complesso di San Ponziano, la Biblioteca della Scuola IMT offre servizi di prestito e consultazione, rivolti anche al pubblico esterno. Il restauro e l'attuale configurazione degli spazi sono opera dell’architetto Stefano Dini. All'interno della Biblioteca sono allestiti 86 posti lettura, uffici riservati ai ricercatori e agli allievi della Scuola IMT e una sala polifunzionale.